# Panphuk-Kloster

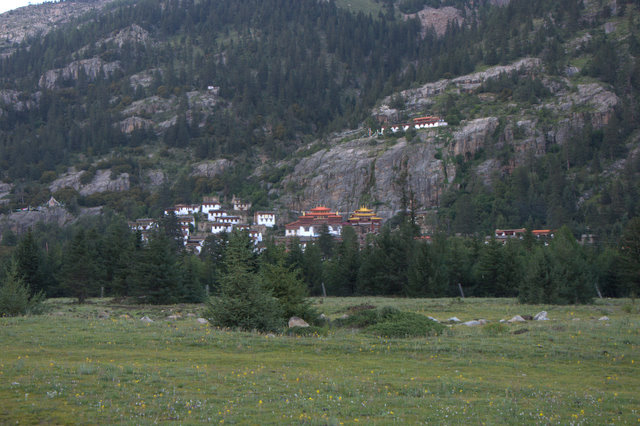
Pangphuk

Das Panphuk-Kloster oder Benpo-Kloster (tib.: dben po dgon; chinesisch 蚌普寺 Bangpu Si oder 奔波寺 Benbo si) ist ein im 12. Jahrhundert gegründetes Kloster der Karma-Kagyü-Schule des tibetischen Buddhismus in der tibetischen Kulturregion Kham. Es liegt im Kreis Dabba des Autonomen Bezirks Garzê der Tibeter in der südwestchinesischen Provinz Sichuan, einen Kilometer nördlich der Gemeinde Sumdü am Daocheng-Fluss. Das Kloster wurde von Karmapa Düsum Khyenpa (1110–1193), dem ersten Lama der Inkarnationsreihe der Karmapas und Begründer des Ordens, gegründet. Es liegt auf einer Höhe von 3940 Metern.